# Euselates rugosicollis
Euselates rugosicollis är en skalbaggsart som beskrevs av Ernst Gustav Kraatz 1892. Euselates rugosicollis ingår i släktet Euselates och familjen Cetoniidae. Inga underarter finns listade i Catalogue of Life.